# 이석기 (배우)
이석기(2001년 10월 14일 ~ )는 대한민국의 모델이자 배우이다.

## 드라마
- 2025년 KBS2 주말드라마 《독수리 5형제를 부탁해!》- 오강수 역
- 2025년 드라마 《밸런스 게임을 시작하시겠습니까》

## 활동
- 2023년 니치투나잇 패션쇼 모델